# 立花陽香
立花 陽香（たちばな はるか、1991年12月1日 - ）は東京都出身の実業家。

## 略歴
ミスマガジン2010審査員特別賞。2011年秋の週プレ・ビキニ運動会の読者投票で1位となり、セルフプロデュースソログラビア出演権利を獲得。日テレジェニック2012候補生（5週目で脱落）。HEIWAイメージガール2012（共選：佐山彩香）
2013年を境に出演がなくなる。その後、飲食店勤務を経てデトックスサロンを開業する。

## 作品

### 映像作品
- ミスマガジン2010 オフィシャル・ソロイメージDVD 立花陽香（2010年8月25日、バップ）
- 素顔のまま～Just The Way You Are～（2010年12月25日、アイドルファクトリー）
- はるかでぃあ（2011年3月20日、ラインコミュニケーションズ）
- みすど mis*dol（2011年6月17日、M.B.D メディアブランド）
- ハルカイズム（2012年6月30日、BNS）
- I Love Haruka（2013年2月28日、グラッソ）

## 出演

### テレビ
2009年
- 勝利の女神（4月、チバテレビ）
- 天使の女神（5月、チバテレビ）

2010年
- ZAK THE QUEEN（6月4日 - 2011年3月18日、エンタ!371）#83・100
- 開運音楽堂（8月7日・2012年1月7日、TBS）
- ナルハヤ!（9月15日、MBS）
- 熱いぞ!猫ヶ谷!! （10月8日 - 12月24日、メ〜テレ） 加藤エレナ 役

2011年
- 眠れぬ街のアプリンス（5月26日 - 9月29日、日本テレビ）
- プレミアムグラビア（11月2日、エンタ!371）#31
- 今夜、モンドラやろうぜ!（12月23日 - 2012年1月18日、チバテレビ・tvk）

2012年
- ガールフレンド（1月2日、エンタ!371）#4
- ギルガメッシュLIGHT（1月13日 - 12月21日、BSジャパン）G9（仮）1期生[2]
- 全力!銭ナール（2月1日 - 4月2日、MBS） 銭ドル候補生
- 東京都さまぁ〜ZOO（2月22日、テレビ東京）
- アイドルの穴2012（4月7日 - 5月5日、日本テレビ）
- 中井正広のブラックバラエティ（8月19日、日本テレビ）
- 女神降臨（9月14日、MONDO TV）[3]

### ラジオ
- チャンピオン・池田光正のイケイケ!トーク（2010年6月23日、かわさきFM）

### CM
- イーキャリア（2008年4月）
- BODYLINE（2008年10月 - ）専属モデル
- ダンロップカタログ（2010年）
- HEIWA（2011年 - 2012年） - 「ピース オブ ライフ」〜平和な瞬間〜編

### ネット配信
- LOVEDOL NET（2010年2月17日 - ）
- みるくキッス☆（2010年12月17日 -  、pad inc.,）
- 立花陽香のお・と・な・か計画（2011年4月 - ）
- OCNスポーツ　野球コラム（2011年3月）[4]
- 週プレnet（2011年10月 - 、集英社）[5]
- ぷるるんサバイバル2012第2回（2012年2月1日 - 2月26日、ケータイYOUNG JAMP）
- マシェリバラエティ×日テレジェニック2012 アイドルの穴（2012年3月25日、マシェバラ）
- GHV - グラビア
- ちょい甘!はちみつ学園（2012年5月25日 - 7月6日、グラビア★セクシーCH）全7回
- かいじゅうガール vol.2（2012年8月2日、講談社）電子写真集

### パチスロ
- ラブ嬢（2013年、オリンピア）ヘルプ嬢役[6]

### その他
- ヨドび時報（2010年7月1日 - 7月31日、秋葉原店・大阪梅田店）

## 書籍

### 雑誌
- 週刊プレイボーイ（集英社）掲載多数
- 週刊実話（2012年6月28日・11月1日・2013年2月14日、日本ジャーナル出版）
- ヤングマガジン グラビア（2011年1月・2012年4月16日、講談社）
- 東スポ（2012年7月14・16日、東京スポーツ新聞社）
- 週刊ベースボール　「わが野球愛」コーナー（2011年1月、ベースボール・マガジン社）
  - 増刊 ベースボールゲームマガジン Vol.6（2013年5月25日）
- ヤングマガジン グラビア「ミスマガジン2010卒業旅行in東京」（2011年3月、講談社）
- ジャイアンツ公式ムック「ジャイアンツ・ガールズ・オフィシャルBOOK」（2011年5月、主婦の友社）
- 週刊大衆（2012年3月26日・10月22日、双葉社）
- 月刊ENTAME（2012年12月号・2013年1月号、徳間書店）